# Saratov Airlines
Saratov Airlines (in russo: Саратовские авиалинии) era una compagnia aerea regionale russa con base operativa presso l'Aeroporto di Saratov-Central'nyj.

## Storia
La compagnia aerea è stata fondata nel 1931 come divisione di Aeroflot con il nome di Saratov United Air Squad, successivamente trasformato in Saravia; il nome attuale è stato assunto nel 2013.
Nel 1995 Saravia è diventata una Società per Azioni con il 51% di proprietà dello Stato e il 49% di proprietà dei dipendenti della compagnia stessa.
Nel 2008 Saravia ha trasportato 253.200 passeggeri (+12,9 % rispetto all'anno precedente); nel 2011 ne ha trasportati 377.000 passeggeri, +11 % rispetto a 337.000 passeggeri trasportati nel 2010.
Nel dicembre 2013 è diventato il primo operatore aereo russo ad introdurre in flotta gli Embraer 195.
Nell'ottobre 2015 Rosaviatsia, l'agenzia federale russa che sovraintende il trasporto aereo, ha limitato l'operatività della compagnia aerea ai soli voli nazionali dopo aver riscontrato gravi irregolarità durante un'ispezione.
Nel luglio 2017 Saratov Airlines ha annunciato che a partire dal luglio 2019 saranno introdotti in flotta 6 Irkut MC-21-300.
A marzo 2018 Rostransnadzor ha ordinato la sospensione di tutti i voli di Saratov Airlines fino al 27 aprile e l'interdizione al volo di tutti gli Antonov An-148 in servizio presso compagnie russe in seguito all'incidente del volo 703. Il 10 aprile 2018 viene annunciato che la compagnia avrebbe cambiato nome in Ivolga Airlines. Saratov Airlines ha operato con un certificato provvisorio tra il 27 aprile e il 30 maggio, quando il certificato non è stato rinnovato a causa di gravi inadempienze mai risolte individuate nel mancato rispetto delle ore di riposo degli equipaggi, eccesso di ore lavorative e visite mediche inadeguate; di conseguenza la compagnia fu costretta ad interrompere le operazioni di volo, affidandosi a diverse compagnie aeree per operare i voli già programmati.
Saratov Airlines ha continuato a gestire l'aeroporto di Saratov-Central'nyj del quale era proprietaria fino alla chiusura dello scalo il 20 agosto 2019.

## Flotta

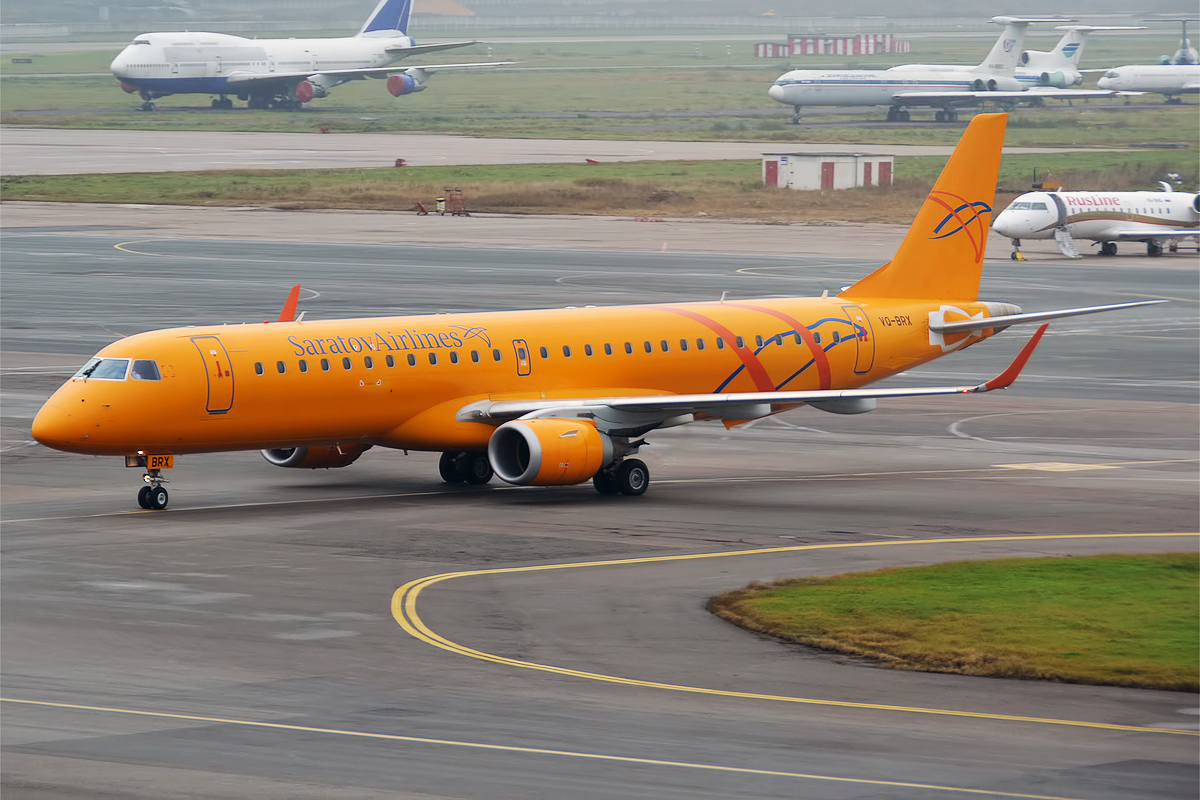
Embraer 195 di Saratov Airlines

Al momento della chiusura la flotta di Saratov Airlines era composta dai seguenti aeromobili:

## Flotta storica
- Antonov An-24
- Mil Mi-2
- Yakovlev Yak-40

## Accordi commerciali
- Aviaprad Aircompany

## Incidenti

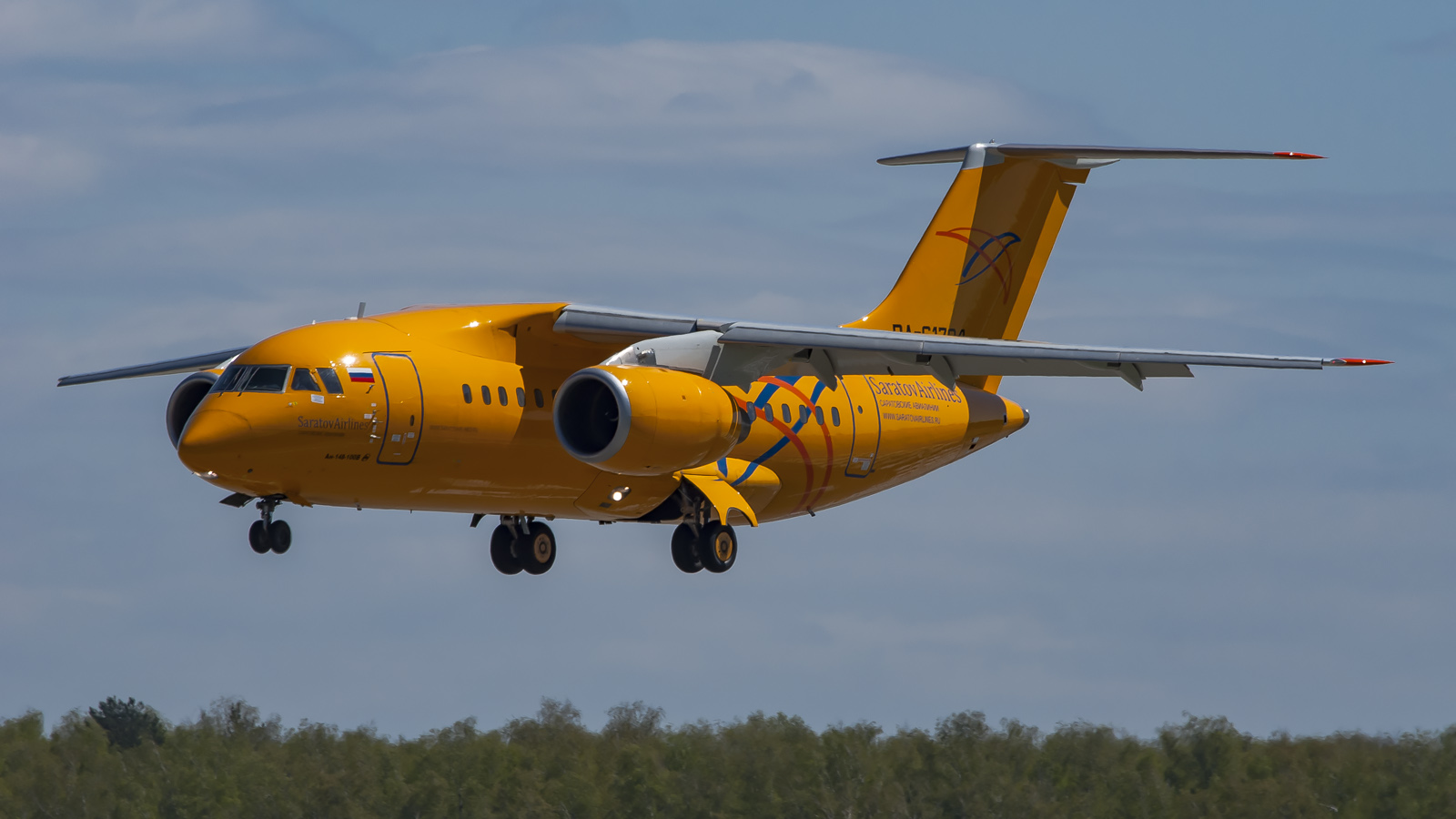
L'Antonov An-148 di Saratov Airlines coinvolto nell'incidente dell'11 febbraio 2018.

- L'11 febbraio 2018 l'Antonov AN-148-100B che operava il volo 703 tra l'aeroporto di Mosca-Domodedovo e l'aeroporto di Orsk è precipitato dopo il decollo, nei pressi di Stepanovskoye, nell'oblast' di Mosca. Nessun sopravvissuto tra le 71 persone a bordo (65 passeggeri + 6 membri dell'equipaggio)[14].